# Dum Laga Ke Haisha
Pour plus de détails, voir Fiche technique et Distribution.
Dum Laga Ke Haisha (Donne toute ton énergie) est un film indien écrit et réalisé par Sharat Katariya (en) et sorti en 2015.

## Synopsis
Uttar Pradesh, 1995. Prem, qui n'a pas eu ses examens de fin de scolarité, travaille dans la boutique de copie de cassettes audio de son père. Celui-ci le contraint d'épouser Sandhya, qui se destine à être institutrice. Outre la différence d'éducation, Prem n'apprécie pas que sa femme soit un peu forte. Mais celle-ci supporte mal le peu d'attention que lui porte son nouveau mari, et les réflexions de sa belle-famille qui compte pourtant sur le revenu supplémentaire qu'elle pourra apporter. En désespoir de cause, le couple se sépare, alors que s'annonce la course annuelle du « portage d'épouse ». Prem tente malgré tout de repasser son examen d'anglais.

## Fiche technique
Sauf indication contraire, les informations mentionnées dans cette section peuvent être confirmées par la base de données cinématographiques IMDb,  présente dans la section « Liens externes ».
- Titre : Dum Laga Ke Haisha
- Réalisation : Sharat Katariya (en)
- Scénario : Sharat Katariya
- Photographie : Manu Anand (en)
- Montage : Namrata Rao
- Production : Aditya Chopra, Maneesh Sharma
- Société(s) de production : Yash Raj Films
- Pays d'origine : Inde
- Langue originale : hindi
- Genre : Comédie romantique, comédie dramatique
- Dates de sortie : 
  - Inde : 27 février 2015

## Distribution
- Ayushmann Khurrana : Prem
- Bhumi Pednekar : Sandhya
- Sanjay Mishra : le père de Prem